# Gadeokdo
Gadeokdo (tiếng Hàn: 가덕도) là một hòn đảo của Busan, Hàn Quốc. Gadeokdo là hòn đảo lớn nhất của Busan. Nó được kết nối với đất liền bằng Cầu Gadeok và Cầu Nulchagyo. Nó được kết nối với Geojedo bằng Đường liên kết cố định Busan-Geoje.
Một sân bay mới đang được xây dựng ở đầu phía nam của hòn đảo để thay thế Sân bay Quốc tế Gimhae.